# Amerikanischer Hummer

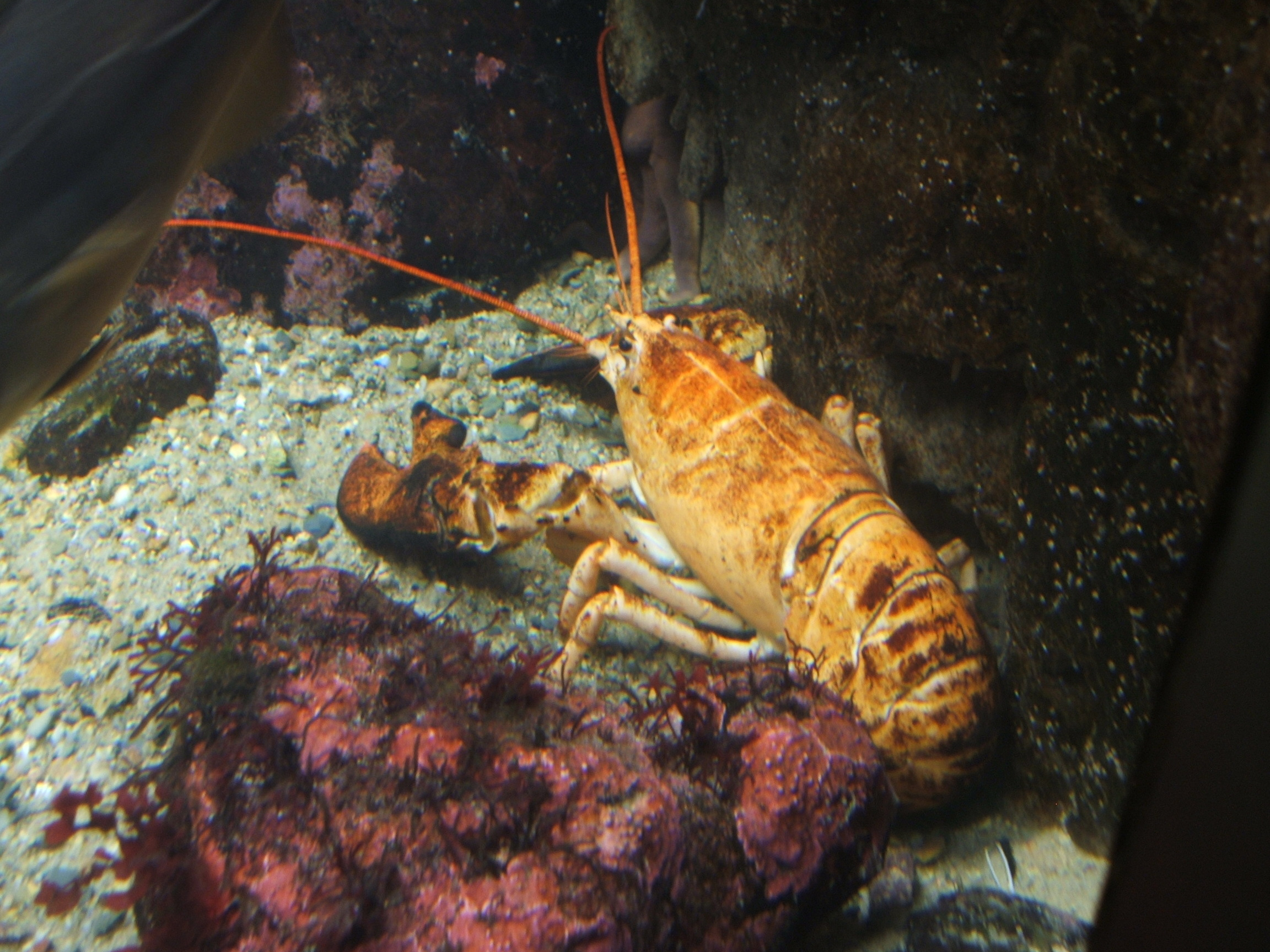
Gelber Amerikanischer Hummer

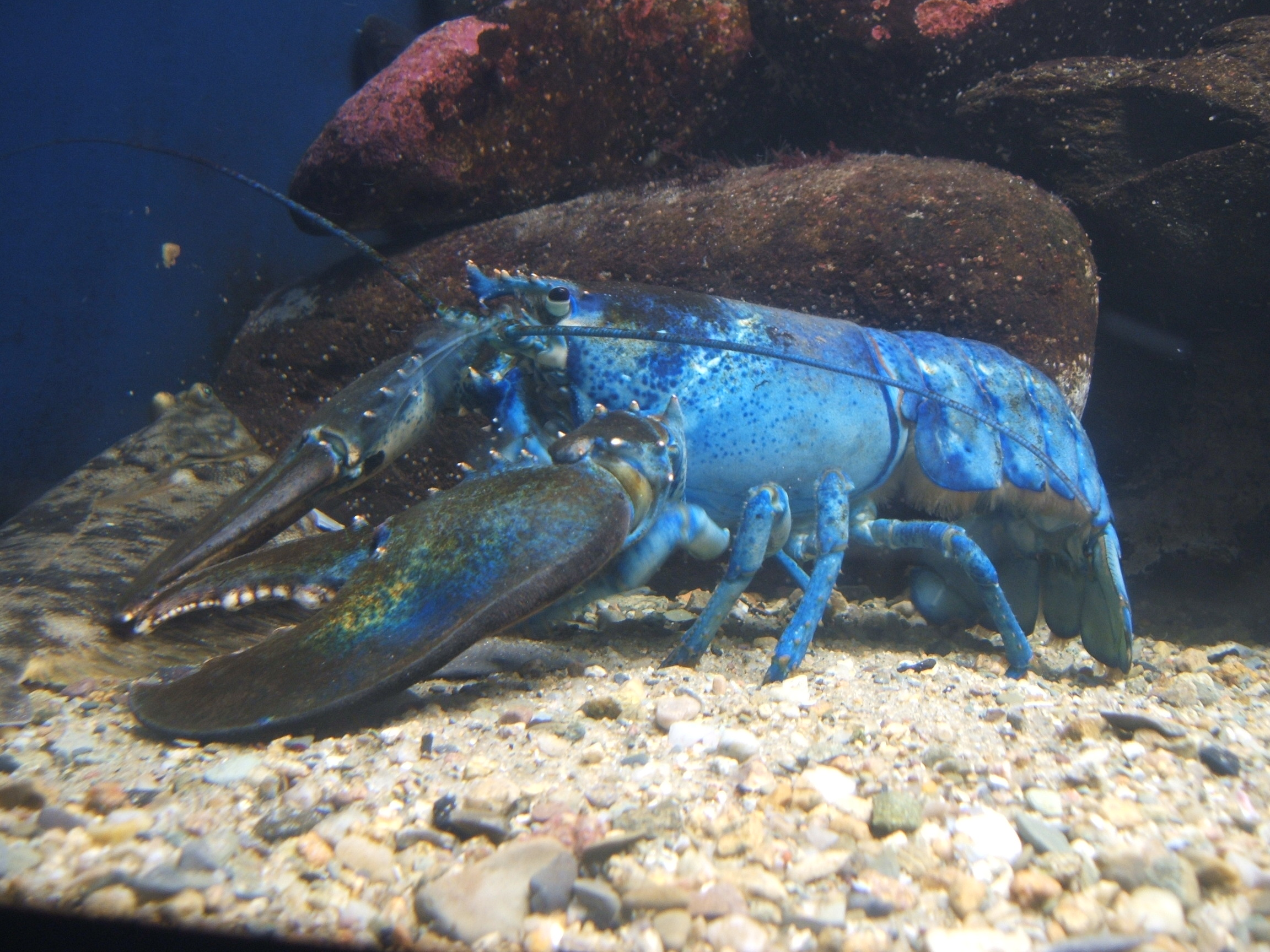
Blauer Amerikanischer Hummer

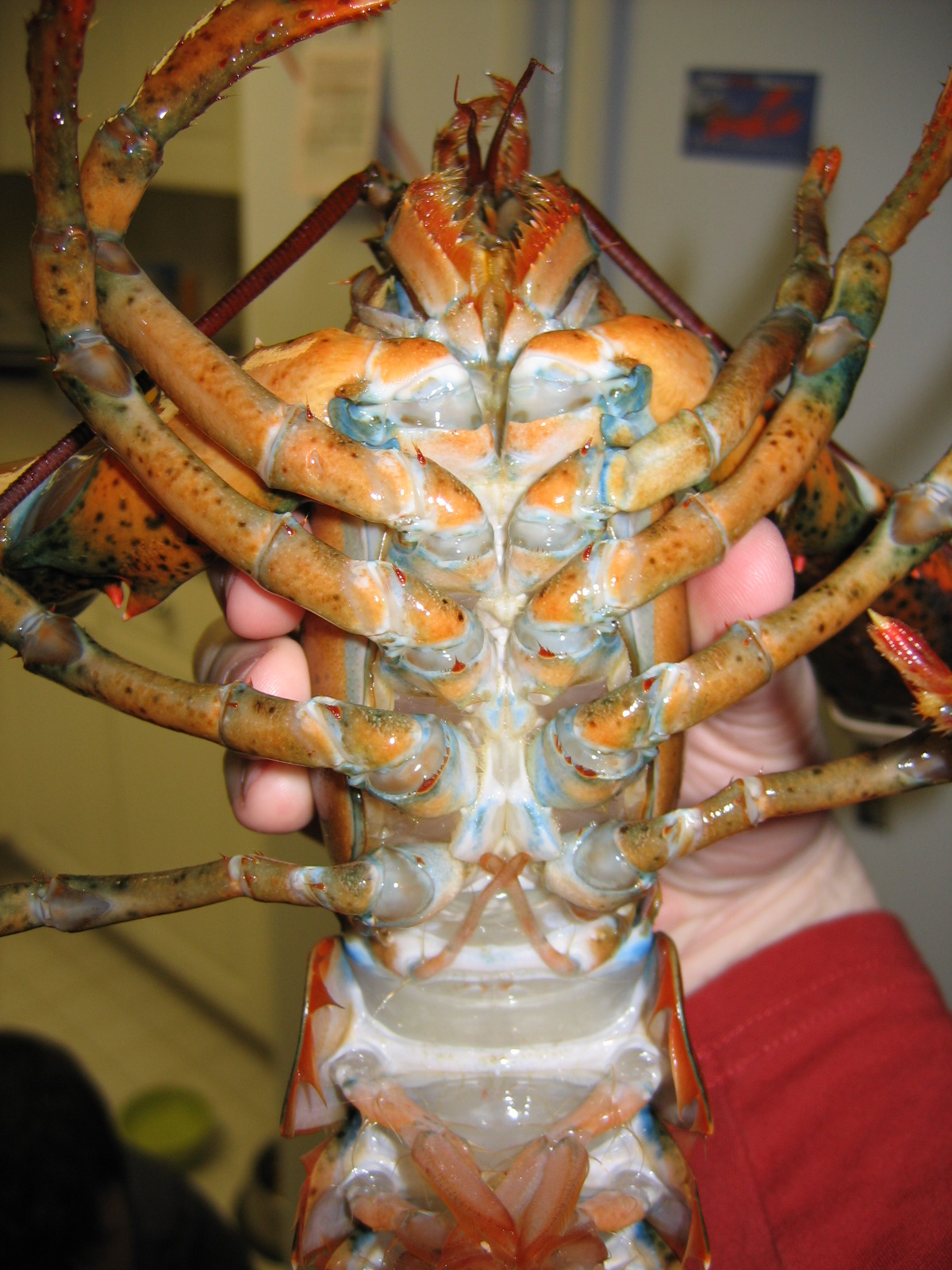
Ventrale Ansicht eines Weibchens

Der Amerikanische Hummer (Homarus americanus), auch Nordhummer oder Maine-Hummer genannt, ist eine Art der Zehnfußkrebse aus der Familie der Hummerartigen (Nephropidae).

## Merkmale

### Größe und Wachstum
Amerikanische Hummer erreichen gewöhnlich Körperlängen von 25 bis 64 Zentimeter und ein Gewicht von 1 bis 6 Kilogramm. Da das Wachstum nicht kulminiert, sondern sich mit zunehmendem Alter verlangsamt und außerdem von der Temperatur abhängig ist, können Hummer bei günstigen Bedingungen jedoch noch wesentlich größer und schwerer werden. Der wohl schwerste jemals gefangene amerikanische Hummer wog 20,1 Kilogramm.
Das Wachstum erfolgt über regelmäßige Häutungen. Hierfür legt sich ein Hummer in seiner Höhle auf die Seite, verkrümmt sich in eine V-Form und verkleinert seine Extremitäten durch Flüssigkeitsentzug. Nachdem die alte Außenhülle, die Exuvie, abgestoßen wurde, ist ein Hummer zunächst bewegungsunfähig und somit wehrlos. Innerhalb mehrerer Stunden schwillt der Hummer auf seine neue Größe an und die Schale beginnt sich zu verhärten. Die Größenzunahme je Häutung liegt zwischen 10 und 20 %.

### Farbe
Die Färbung Amerikanischer Hummer reicht von oliven-grünen bis grün-schwarzen Farbtönen mit meist schwarzen Sprenkeln; auch gänzlich gelbe oder blaue Hummer können vorkommen, sind aber wie albinotische Individuen äußerst selten und beruhen auf Genmutationen. Die Farbe wird im Wesentlichen beeinflusst von der Färbung der Elterntiere, der Ernährung und der Sonnenlichtexposition, die Tarnfarben (Somatolyse) bedingen kann.

### Körperbau
Wie bei allen Zehnfußkrebsen besteht auch der Körper des Amerikanischen Hummers aus den jeweils segmentierten Tagmata Cephalothorax und Abdomen. Ersteres ist bedeckt von einem Carapax, der vorne in einem spitzen Rostrum endet. Jeweils seitlich des Rostrums befindet sich ein gestieltes Facettenauge, das aus circa 14.000 Ommatidien bestehen. Hummer besitzen zwei Arten von Antennen-Paaren. Das längere, gertenartige Paar ist das Tastsinnesorgan, das kürzere ist zweigliedrig und dient dem Geruchssinn.
Die ersten drei der fünf Beinpaare der Schreitbeine (Pereiopoden) an den Thoraxsegmenten besitzen von den jeweils letzten Beingliedern, dem Propodus und dem Dactylus, gebildete Scheren (Chelae). Das vorderste Scherenpaar ist dabei um ein Vielfaches größer und kräftiger. Die als Knackschere bezeichnete Chela ist größer, die mit Dornen versehene Greifschere schmaler.
Das bewegliche Abdomen besteht aus sechs Segmenten und endet mit dem Telson, welcher zusammen mit den Uropoden den fächerartigen Schwanz bildet.
Als Unterscheidungsmerkmal der Geschlechter kann das erste Paar der Schwimmbeine (Pleopoden) herangezogen werden. Diese sind bei Männchen verhärtet, bei Weibchen hingegen weich und biegsam. Im Vergleich sind adulte Männchen etwas größer und haben proportional zur Körpergröße längere Scheren als gleichaltrige Weibchen.

## Verbreitung
Der Amerikanische Hummer ist an der nordamerikanischen Atlantikküste heimisch. Das Verbreitungsgebiet reicht von den Küstengebieten der kanadischen Provinz Labrador etwa bei der Insel Belle Isle im Norden bis zum Cape Hatteras des US-Bundesstaates North Carolina im Süden. Die Art ist jedoch südlich von Delaware wesentlich seltener als weiter nördlich, etwa in Maine.
Von Menschen eingebürgert kommt diese Hummerart seit 1999 als Neozoon an der norwegischen, schwedischen und dänischen Atlantik- bzw. Nordseeküste vor.

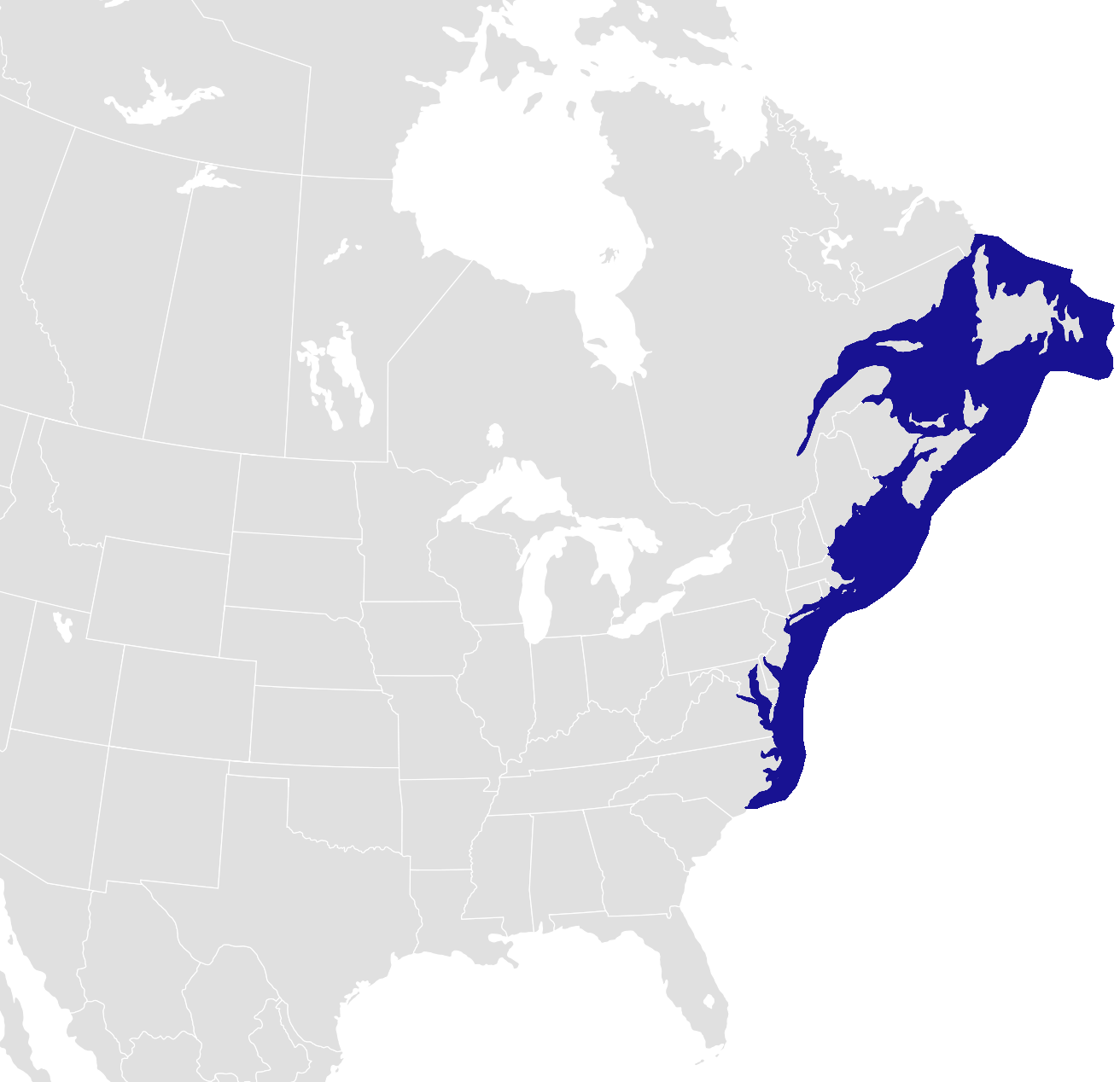
Natürliches Verbreitungsgebiet des Amerikanischen Hummers an der Ostküste Nordamerikas

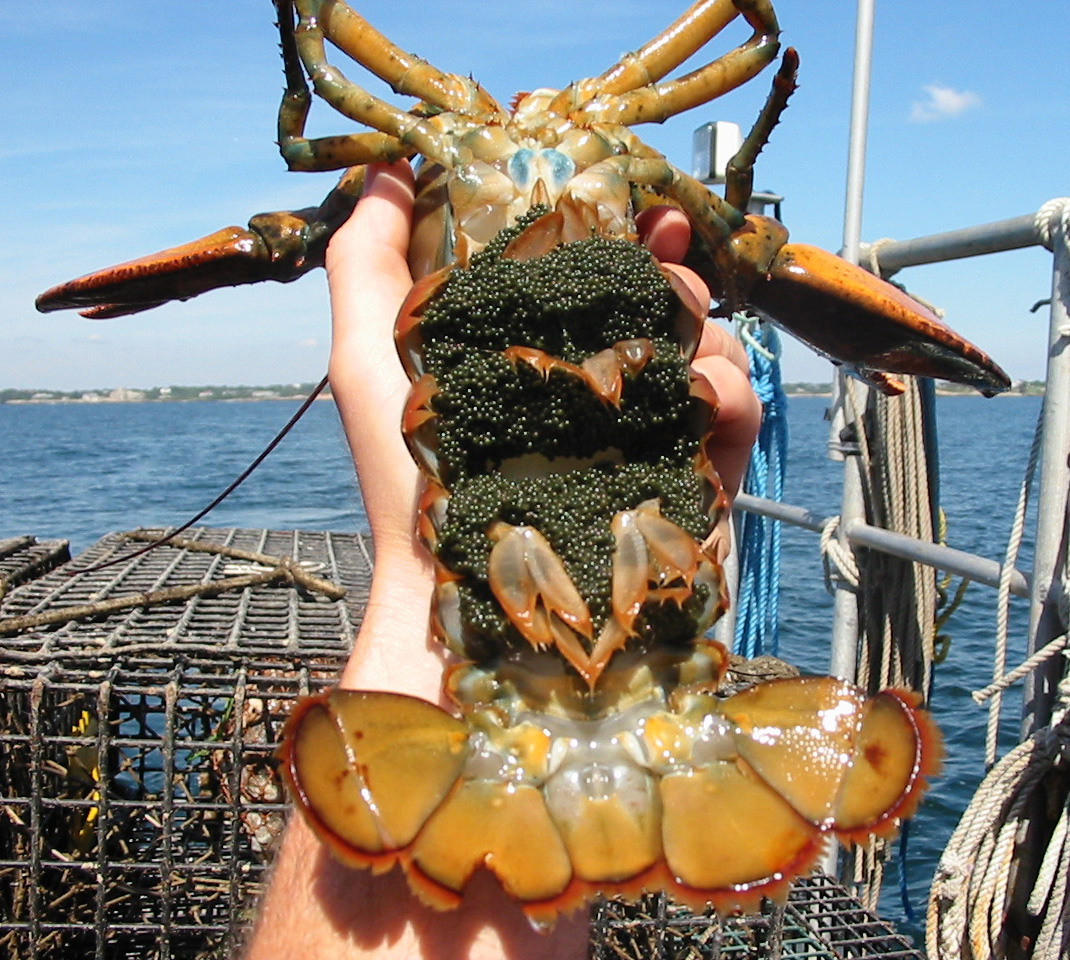
Weibchen mit Eiern auf der Unterseite des Abdomens

## Fortpflanzung und Lebenszyklus
Die Paarbildung findet im Sommer bis Herbst statt. Hierfür legen die Männchen eine Paarungshöhle an und werben so um ein Weibchen. Diese entscheiden sich bereits ein paar Tage vor der eigentlichen Begattung für einen Partner und senden ein Pheromon aus, das die Männchen weniger aggressiv werden lässt. Die Begattung erfolgt meist kurz nach einer Häutung des Weibchens und kann ein bis mehrere Tage andauern. Nach der Begattung beschützt das Männchen das Weibchen für einige Zeit. Die Spermapakete (Spermatophoren) können von Weibchen in der Samentasche für mehrere Monate bis Jahre aufbewahrt werden.
Die Befruchtung der Eier erfolgt extern und kann bis zu 15 Monate nach der Begattung erfolgen. Die Weibchen laichen, wobei die Eier aus dem Oviductus an dem Samenbehältnis vorbeigeführt werden. Die so befruchteten Eier werden auf der Unterseite des Abdomens an den Schwimmbeinen befestigt. In Abhängigkeit von Größe und Alter des Weibchens kann die Zahl der Eier bis zu 60.000 erreichen. Zwischen 15 und 50 % der Eier schlüpfen nicht, verursacht durch Krankheit, Parasiten oder Prädatoren und auch durch Fischer, die Eier tragende Weibchen wieder zurück ins Meer werfen müssen. Während der Bebrütung nimmt das Volumen eines Eies zu.
Nach neun- bis elf-monatiger Bebrütung schlüpfen die nur wenige Millimeter großen Larven. Diese leben zunächst als Plankton knapp unter der Meeresoberfläche und häuten sich innerhalb von 3 bis 12 Wochen, abhängig von der Temperatur, viermal. Die vierte Häutung ist eine Metamorphose, da vorher sowohl die großen Chelae als auch bis zur dritten Häutung die Uropoden fehlen. Die nun als Postlarve bezeichneten Hummer sind etwa 14 Millimeter groß, suchen sich eine geschützte Stellen am Meeresboden und bleiben von nun an Benthont. Mit dem Wechsel des Habitates geht auch ein Wechsel der Ernährung einher.
Juvenile Hummer verlassen nur äußerst selten ihre Höhle bzw. Unterschlupf, erst bei einer Carapax-Länge von etwa 25 bis 40 Millimetern werden sie agiler. Geschlechtsreif sind Amerikanische Hummer bei einer Carapax-Länge von rund 60 Millimetern. Das Alter der Geschlechtsreife ist variabel, da vor allem abhängig von der Temperatur, die die Häutungsrate bestimmt. Für gewöhnlich sind Amerikanische Hummer etwa vier Jahre nach dem Schlupf geschlechtsreif. Nur etwa eine von 10.000 geschlüpften Larven erreicht die Adoleszenz.

## Ökologie

### Lebensraum
In den sublitoralen Bereichen der Küste lebt die Art in Tiefen zwischen 0 und 480 Meter, ist aber üblicherweise zwischen 4 und 50 Meter anzutreffen. Maximal möglich scheinen auch Tiefen von bis zu 700 Meter. Dabei ist er aber immer angewiesen auf Verstecke wie Höhlen oder Felsspalten, weshalb die Habitate geprägt sind von felsigem oder aus härterem Schlamm bestehenden Meeresgrund. Die Temperatur in den genannten Tiefen kann von 2 °C bis 20 °C reichen; die Salinität liegt bei über 25 psu, wobei auch niedrige Salzgehalte kurzzeitig überlebt werden können.
Amerikanische Hummer sind vorwiegend nachtaktive Einzelgänger. Adulte Tiere verbringen die Sommermonate eher in Küstennähe bei geringeren Tiefen, weil dort das Wasser wärmer ist. Im Winter ziehen sie sich in tiefere Bereiche zurück, da die Wasserturbulenz dort geringer ist. Abgesehen von dieser jährlichen Wanderung sind Hummer relativ ortstreu bzw. migrieren nur im geringen Maße.

### Nahrung
In den Larvenstadien ernähren sich Amerikanische Hummer omnivor. So fressen sie neben Phytoplankton in Form von Dinoflagellaten, Algen oder Kieselalgen auch Vertreter des Zooplankton, etwa Wasserflöhe oder Ruderfußkrebse. Adulte Hummer ernähren sich von Krabben, Schalentieren wie Muscheln, z. B. der Jakobsmuschel, von Seesternen, Seeigeln, Fadenwürmer, Vielborstern sowie Schnecken. Die Beutetiere können durchaus auch als Aas gefressen werden, vor allem von noch sehr jungen Hummern; sehr selten ist auch das Fressen von Algen oder anderer Wasserpflanzen. Sobald Amerikanische Hummer Beute gefangen haben, ziehen sie sich mit ihr in ihre Höhle zurück und fressen sie dort. Kannibalismus scheint selten bei Amerikanischen Hummern in der Natur. Hingegen kann Kannibalismus durchaus in überfüllten Aquarien oder Haltebecken vorkommen, wo bevorzugt frisch gehäutete, also noch weiche und somit wehrlose Artgenossen, gefressen werden können.

### Feinde
Amerikanische Hummer sind vor allem als Larve im Plankton Nahrung mehrerer Prädatoren. Zu nennen sind vor allem Kabeljau, Flunder, Groppe, Steinbeißer, Zoarces americanus, Amerikanischer Seeteufel und Katzenhaie. Für ausgewachsene Hummer ist der Mensch der mit Abstand wichtigste Prädator.
Amerikanische Hummer besitzen die Fähigkeit der Autotomie und der Selbst-Amputation von Gliedmaßen, um bei Gefahr zu flüchten, oder dem Zugriff eines Prädators zu entkommen. Das Abtrennen von einer Schere oder anderen Extremitäten kann auch vorkommen, wenn es dem Hummer nicht vollständig gelingt, die Exuvie abzustoßen. So entfernte Gliedmaßen werden bei der folgenden Häutung regeneriert, erscheinen aber zunächst kleiner als üblich. Mit weiteren Häutungen erreichen sie aber wieder die normale Größe.
Wenn Amerikanische Hummer berührt, erschreckt oder bedroht werden, geben sie akustische Signale in Form von Brummen ab. Die mittlere Frequenz des bis zu 1 Sekunde dauernden Brummens liegt bei 183 Hz. Der Sinn dieses Signals ist unklar.

### Pathogene
Amerikanische Hummer können von einigen Pathogenen oder Parasiten befallen werden, die beiden wichtigsten sind wohl Gaffkaemia und die Schalenkrankheit.
Die durch das Bakterium Aerococcus viridians verursachte Gaffkaemia ist seit 1947 bekannt. Das Bakterium ist eine nicht freibewegliche, verkapselte, grampositive Tetrakokke. Die Infektion erfolgt über Wunden oder Kleinstlöcher der Schale und bereits sehr wenige Erreger können die Krankheit auslösen. Befallen werden vor allem Hepatopankreas, das Herz und anschließend auch die Hämolymphe, wo sich das Bakterium schnell vermehrt. Infizierte Hummer magern ab und werden lethargisch, außerdem kann sich der Schwanz orange bis pink verfärben. In Abhängigkeit von der Temperatur kann bereits nach zwei Tagen der Tod eintreten. Zwar ist diese Krankheit vor allem in Aquarien bzw. Halteeinrichtungen beobachtet worden, doch wurde sie auch im natürlichen Lebensraum beschrieben. Die Prävalenz von Gaffkaemia in der Natur liegt bei wenigen Prozent, wobei aber angenommen werden muss, dass diese unterschätzt wird, weil lethargische und abgemagerte Hummer weit weniger in Hummerfallen gehen als gesunde. Neben Hygienemaßnahmen und der Erforschung von Antibiotikaeinsatz für Hummerhaltebecken gibt es einen Impfstoff gegen Gaffkaemia. Dieser ist wohl der erste Impfstoff, der jemals für marine Invertebraten entwickelt wurde.
Seit den 1930ern ist eine von verschiedenen Bakterien verursachte Schalenkrankheit bekannt, isoliert wurden verschiedene Vibrio-Arten, darunter V. vulnificus, V. parahaemolyticus und V. alginolyticus sowie Shewanella spp. und Aeromonas hydrophilia. Die Bakterien dringen über Poren oder die angerauhte Epicuticula in die Schale des Carapax, des Abdomens und auch der Beine ein und verursachen zunächst kleinere Dellen bzw. Vertiefungen. Im weiteren Verlauf können diese Befallsstellen zu dunklen Flecken auswachsen und die Schale abgebaut werden. Da nur das Exoskelett und keine inneren Organe befallen werden, kann sich ein Hummer durch Häutung temporär dieser Krankheit entledigen. Die Prävalenz der Schalenkrankheit ist deshalb abhängig von der Jahreszeit sowie Geschlecht und Alter des Hummers. Sie ist höher im Mai und Juni, bei Weibchen und alten Tieren. Im weit fortgeschrittenen Stadien der Krankheit können die Befallsstellen die Häutung so weit behindern, dass es dem Hummer nicht mehr gelingt die alte Schale abzustreifen und er deshalb stirbt. Es wird geschätzt, dass etwa 30 % der Hummer an der Küste Südenglands und Long Island von den Bakterien befallen sind. Bisher ist nicht vollkommen klar, welche Kombinationen von Pathogenen, Umweltfaktoren und Disposition des Hummers die Krankheit auslösen; eine Übertragung der Krankheit von Hummer zu Hummer scheint ausgeschlossen.

## Systematik
Thomas Say beschrieb den Amerikanischen Hummer anhand eines in Long Branch, New Jersey gefangenen Exemplars als Astacus marinus. Da dieser Name schon existierte, lieferte erst Henri Milne-Edwards im Jahr 1837 in der „Histoire naturelle des Crustacés“ 2: S. 334 eine gültige Erstbeschreibung anhand Says Aufzeichnungen. Synonyme der Art sind Astacus marinus (Fabricius, 1775) Say, 1817; Astacos americanus Stebbing, 1893 und Homarus mainensis Berrill, 1956.
Die Gattung Homarus umfasst neben dem Amerikanischen Hummer noch den Europäischen Hummer (Homarus gammarus L. 1758). Zwar lassen sich die beiden Arten durch einen fehlenden Stachel am Rostrum des Carapax beim Europäischen Hummer unterscheiden, doch ist eine sichere Differenzierung nur mittels einer genetischen Untersuchung möglich.
Amerikanischer und Europäischer Hummer können Hybride zeugen. Dies geschah bereits in Natur, da ein Hybrideier tragendes Weibchen des Amerikanischen Hummers 2009 vor Norwegen gefangen werden konnte. Ob diese Hybride ihrerseits fertil sind, ist Gegenstand der Forschung.

## Nutzung

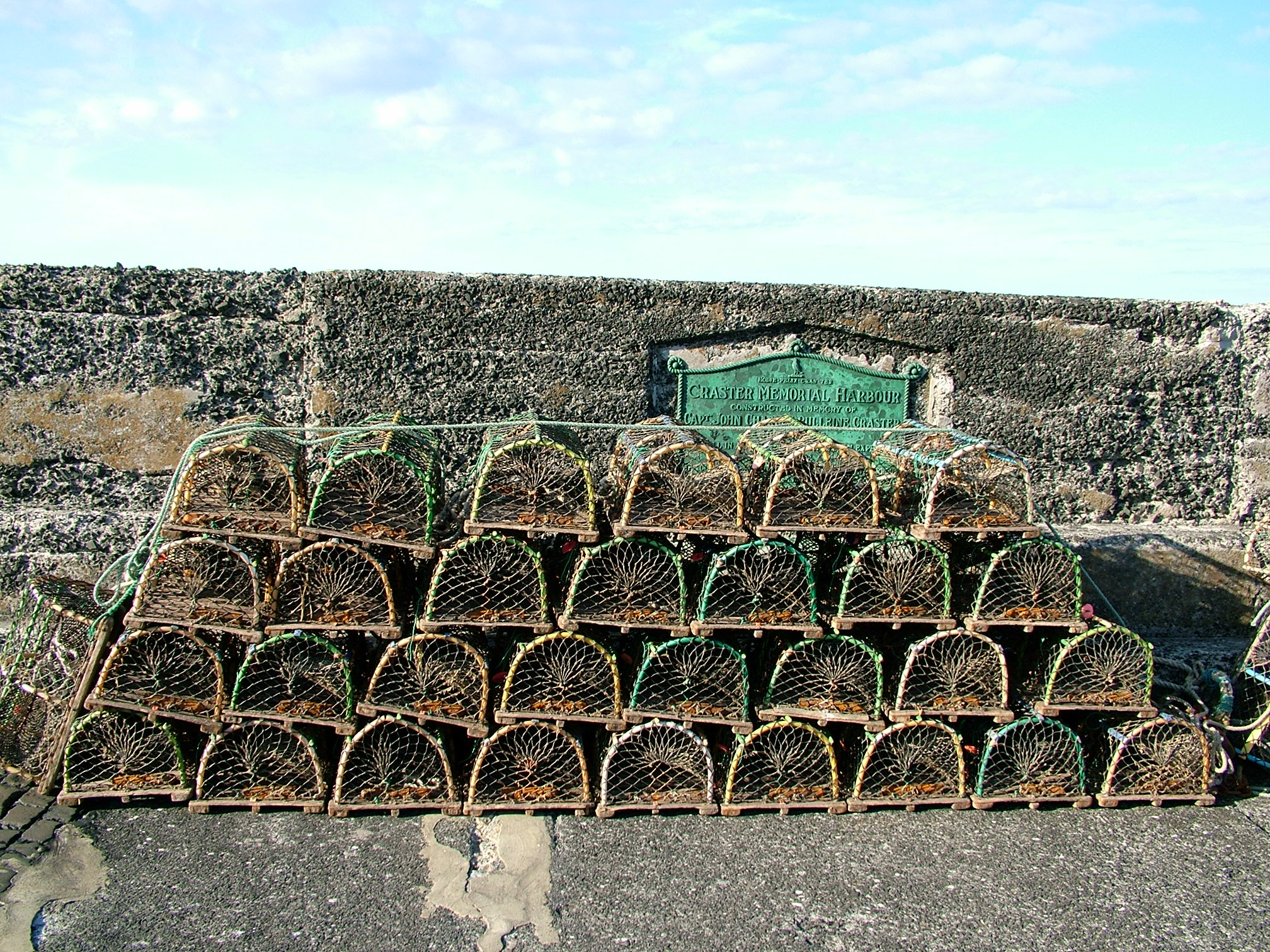
Hummerfallen

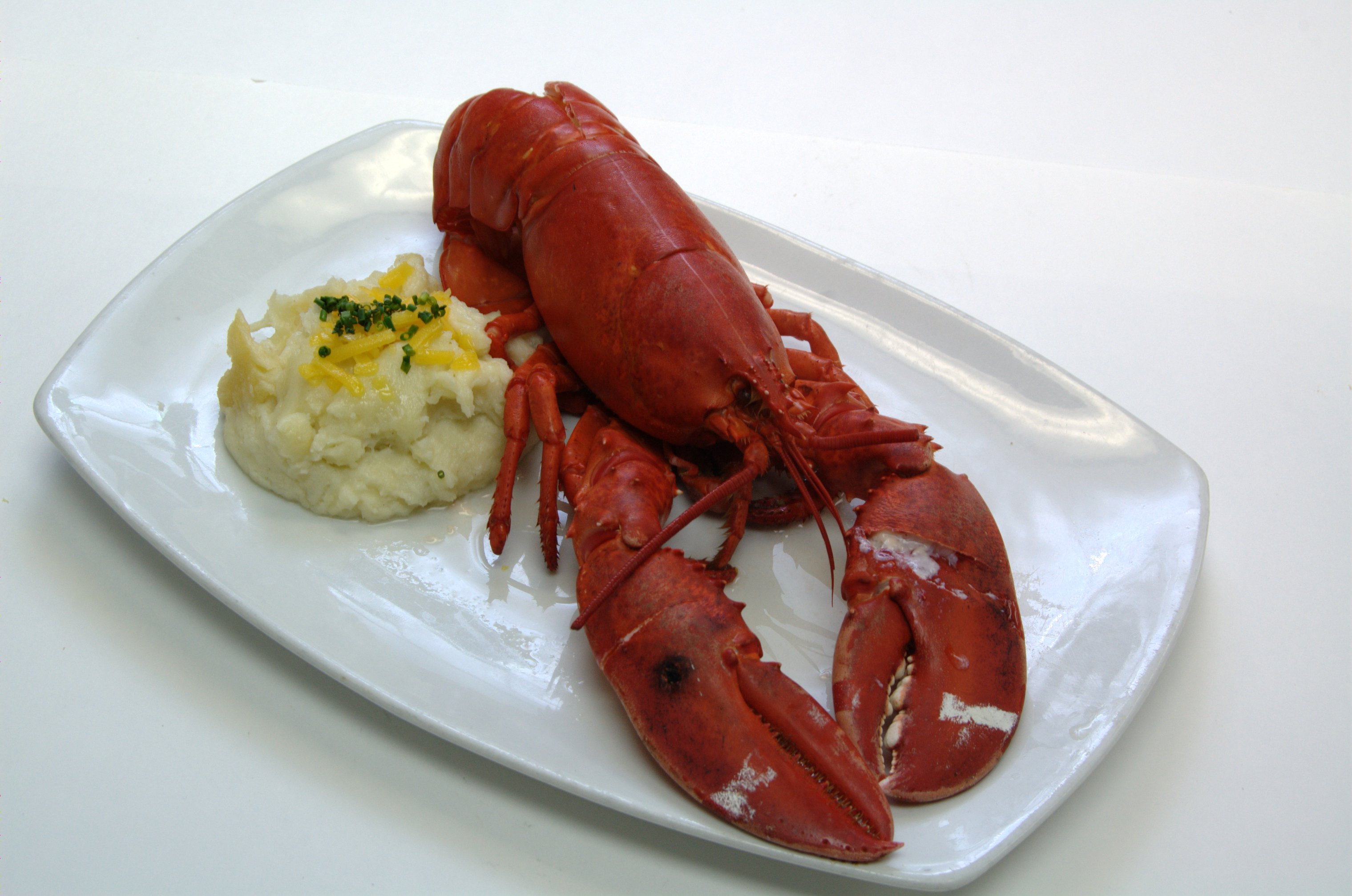
Hummer zum Essen zubereitet

Bereits seit 1605 wird der Amerikanische Hummer befischt. Wahrscheinlich schon früher nutzten die Ureinwohner Nordamerikas Hummer als Düngemittel ihrer Felder oder als Köder beim Fischen. Zur Kolonialzeit war Hummer weniger eine Delikatesse, sondern „poverty food“, das Gefängnisinsassen oder Armen vorgesetzt wurde. Gefangen wurde dieser vorwiegend per Hand an der Küstenlinie. Als Nahrungsmittel war Hummer zunächst nur direkt an der Ostküste Nordamerikas verbreitet. Erst mit der Konservenherstellung um 1840 verbreitete es sich auch in küstenferneren Regionen. Seit etwa 1875 dominiert der Handel mit lebenden Hummern.
Im Jahr 2009 wurden insgesamt 100.000 Tonnen amerikanischer Hummer angelandet. In den 1980ern lag die Menge bei rund 40.000 Tonnen und steigerte sich auf 75.000 Tonnen in den 1990er Jahren. Bis 2006 stagnierte der jährliche Fang bei 80.000 Tonnen. Alleine an der Küste des US-Bundesstaates Maine wurden 2009 rund 36.000 Tonnen Hummer angelandet, diese entsprachen einen Wert von fast 240 Millionen Dollar. Befischt wird der amerikanische Hummer meist mit Hummerfallen, im geringen Maßen auch als Beifang in Schleppnetzen von Trawlern.
Trotz dieser Befischung ist die Population des amerikanischen Hummers stabil und relativ robust. In der Roten Liste der IUCN wird er deshalb als nicht gefährdet (Least concern) geführt.
Um der Überfischung entgegenzuwirken, müssen beim Hummerfang eine Reihe von Regeln beachtet werden. Neben der Begrenzung der Vergabe von Lizenzen und der Fischsaison dürfen gefangene Hummer eine gewisse Carapax-Länge nicht unterschreiten. In den Regionen Kanadas liegt diese Untergrenze zwischen 71 und 84 Millimeter. Der US-Bundesstaat Maine erlaubt nur die Befischung von Hummern mit Carapax-Längen zwischen 81 und 127 Millimeter (3,25 und 5 inches). Eier tragende Weibchen sind generell geschützt und dürfen nicht gefangen und angelandet werden.
In Norwegen wird Kopfgeld für jeden gefangenen Amerikanischen Hummer gezahlt, weil er als Neozoon durchaus in der Lage scheint, den Europäischen Hummer aus seinem natürlichen Verbreitungsgebiet zu verdrängen, bzw. die lokal kleinen Bestände des Europäischen Hummers in der Nordsee als neuer Konkurrent um die gleichen Habitate und Nahrung zu gefährden.